# Estisch curlingteam (vrouwen)
Het Estisch curlingteam vertegenwoordigt Estland in internationale curlingwedstrijden.

## Geschiedenis
Estland nam voor het eerst deel aan een internationaal toernooi tijdens het Europees kampioenschap van 2005, in het Duitse Garmisch-Partenkirchen. De Esten verloren hun eerste interland ooit met ruime cijfers van Engeland: 13-3. Uiteindelijk kon Estland toch twee van z'n zes wedstrijden winnen, en eindigde het op de negentiende plek. In 2013 wist het Estische team promotie af te dwingen naar de A-divisie door winst in de halve finale van de play-offs tegen Engeland. Een jaar later eindigde Estland op de achtste plaats, waarmee het behoud verzekerd werd. In een play-off met Noorwegen om het laatste WK-ticket beten de Esten uiteindelijk in het zand, waardoor het land nog moest wachten op een eerste deelname aan het wereldkampioenschap. In 2018 werd het EK voor het eerst in Estland gehouden, in hoofdstad Tallinn. In 2019 eindigde het land op de achtste plaats. De beste Estische prestatie ooit op een EK werd behaald in 2023, toen het land als zesde eindigde. Tijdens het EK van 2024 degradeerde Estland uit de A-divisie.
In 2019 plaatste Estland zich voor het wereldkampioenschap curling vrouwen 2021. Daar eindigde Estland als veertiende en laatste. Door de zesde plek op het EK van 2023 mocht het ook in 2024 aantreden op het wereldkampioenschap. Daar werd Estland twaalfde.

## Estland op het wereldkampioenschap
| Jaar | Plaats        | Skip          | WG            | W             | V             | PV            | PT            |
| ---- | ------------- | ------------- | ------------- | ------------- | ------------- | ------------- | ------------- |
| 1992 | Geen deelname | Geen deelname | Geen deelname | Geen deelname | Geen deelname | Geen deelname | Geen deelname |
| 1993 | Geen deelname | Geen deelname | Geen deelname | Geen deelname | Geen deelname | Geen deelname | Geen deelname |
| 1994 | Geen deelname | Geen deelname | Geen deelname | Geen deelname | Geen deelname | Geen deelname | Geen deelname |
| 1995 | Geen deelname | Geen deelname | Geen deelname | Geen deelname | Geen deelname | Geen deelname | Geen deelname |
| 1996 | Geen deelname | Geen deelname | Geen deelname | Geen deelname | Geen deelname | Geen deelname | Geen deelname |
| 1997 | Geen deelname | Geen deelname | Geen deelname | Geen deelname | Geen deelname | Geen deelname | Geen deelname |
| 1998 | Geen deelname | Geen deelname | Geen deelname | Geen deelname | Geen deelname | Geen deelname | Geen deelname |
| 1999 | Geen deelname | Geen deelname | Geen deelname | Geen deelname | Geen deelname | Geen deelname | Geen deelname |
| 2000 | Geen deelname | Geen deelname | Geen deelname | Geen deelname | Geen deelname | Geen deelname | Geen deelname |
| 2001 | Geen deelname | Geen deelname | Geen deelname | Geen deelname | Geen deelname | Geen deelname | Geen deelname |
| 2002 | Geen deelname | Geen deelname | Geen deelname | Geen deelname | Geen deelname | Geen deelname | Geen deelname |
| 2003 | Geen deelname | Geen deelname | Geen deelname | Geen deelname | Geen deelname | Geen deelname | Geen deelname |
| 2004 | Geen deelname | Geen deelname | Geen deelname | Geen deelname | Geen deelname | Geen deelname | Geen deelname |
| 2005 | Geen deelname | Geen deelname | Geen deelname | Geen deelname | Geen deelname | Geen deelname | Geen deelname |
| 2006 | Geen deelname | Geen deelname | Geen deelname | Geen deelname | Geen deelname | Geen deelname | Geen deelname |
| 2007 | Geen deelname | Geen deelname | Geen deelname | Geen deelname | Geen deelname | Geen deelname | Geen deelname |
| 2008 | Geen deelname | Geen deelname | Geen deelname | Geen deelname | Geen deelname | Geen deelname | Geen deelname |

| Jaar | Plaats        | Skip          | WG            | W             | V             | PV            | PT            |
| ---- | ------------- | ------------- | ------------- | ------------- | ------------- | ------------- | ------------- |
| 2009 | Geen deelname | Geen deelname | Geen deelname | Geen deelname | Geen deelname | Geen deelname | Geen deelname |
| 2010 | Geen deelname | Geen deelname | Geen deelname | Geen deelname | Geen deelname | Geen deelname | Geen deelname |
| 2011 | Geen deelname | Geen deelname | Geen deelname | Geen deelname | Geen deelname | Geen deelname | Geen deelname |
| 2012 | Geen deelname | Geen deelname | Geen deelname | Geen deelname | Geen deelname | Geen deelname | Geen deelname |
| 2013 | Geen deelname | Geen deelname | Geen deelname | Geen deelname | Geen deelname | Geen deelname | Geen deelname |
| 2014 | Geen deelname | Geen deelname | Geen deelname | Geen deelname | Geen deelname | Geen deelname | Geen deelname |
| 2015 | Geen deelname | Geen deelname | Geen deelname | Geen deelname | Geen deelname | Geen deelname | Geen deelname |
| 2016 | Geen deelname | Geen deelname | Geen deelname | Geen deelname | Geen deelname | Geen deelname | Geen deelname |
| 2017 | Geen deelname | Geen deelname | Geen deelname | Geen deelname | Geen deelname | Geen deelname | Geen deelname |
| 2018 | Geen deelname | Geen deelname | Geen deelname | Geen deelname | Geen deelname | Geen deelname | Geen deelname |
| 2019 | Geen deelname | Geen deelname | Geen deelname | Geen deelname | Geen deelname | Geen deelname | Geen deelname |
| 2021 | 14            | Marie Turmann | 13            | 1             | 12            | 71            | 111           |
| 2022 | Geen deelname | Geen deelname | Geen deelname | Geen deelname | Geen deelname | Geen deelname | Geen deelname |
| 2023 | Geen deelname | Geen deelname | Geen deelname | Geen deelname | Geen deelname | Geen deelname | Geen deelname |
| 2024 | 12            | Liisa Turmann | 12            | 2             | 10            | 71            | 108           |
| 2025 | Geen deelname | Geen deelname | Geen deelname | Geen deelname | Geen deelname | Geen deelname | Geen deelname |

## Estland op het Europees kampioenschap
| Jaar | Plaats        | Skip           | WG            | W             | V             | PV            | PT            |
| ---- | ------------- | -------------- | ------------- | ------------- | ------------- | ------------- | ------------- |
| 1992 | Geen deelname | Geen deelname  | Geen deelname | Geen deelname | Geen deelname | Geen deelname | Geen deelname |
| 1993 | Geen deelname | Geen deelname  | Geen deelname | Geen deelname | Geen deelname | Geen deelname | Geen deelname |
| 1994 | Geen deelname | Geen deelname  | Geen deelname | Geen deelname | Geen deelname | Geen deelname | Geen deelname |
| 1995 | Geen deelname | Geen deelname  | Geen deelname | Geen deelname | Geen deelname | Geen deelname | Geen deelname |
| 1996 | Geen deelname | Geen deelname  | Geen deelname | Geen deelname | Geen deelname | Geen deelname | Geen deelname |
| 1997 | Geen deelname | Geen deelname  | Geen deelname | Geen deelname | Geen deelname | Geen deelname | Geen deelname |
| 1998 | Geen deelname | Geen deelname  | Geen deelname | Geen deelname | Geen deelname | Geen deelname | Geen deelname |
| 1999 | Geen deelname | Geen deelname  | Geen deelname | Geen deelname | Geen deelname | Geen deelname | Geen deelname |
| 2000 | Geen deelname | Geen deelname  | Geen deelname | Geen deelname | Geen deelname | Geen deelname | Geen deelname |
| 2001 | Geen deelname | Geen deelname  | Geen deelname | Geen deelname | Geen deelname | Geen deelname | Geen deelname |
| 2002 | Geen deelname | Geen deelname  | Geen deelname | Geen deelname | Geen deelname | Geen deelname | Geen deelname |
| 2003 | Geen deelname | Geen deelname  | Geen deelname | Geen deelname | Geen deelname | Geen deelname | Geen deelname |
| 2004 | Geen deelname | Geen deelname  | Geen deelname | Geen deelname | Geen deelname | Geen deelname | Geen deelname |
| 2005 | 19            | Maile Mölder   | 6             | 2             | 4             | 26            | 57            |
| 2006 | 19            | Maile Mölder   | 5             | 1             | 4             | 31            | 48            |
| 2007 | 17            | Kristiine Lill | 7             | 4             | 3             | 59            | 52            |

| Jaar | Plaats | Skip           | WG | W  | V | PV | PT |
| ---- | ------ | -------------- | -- | -- | - | -- | -- |
| 2008 | 16     | Kristiine Lill | 6  | 3  | 3 | 33 | 35 |
| 2009 | 18     | Ööle Janson    | 4  | 1  | 3 | 17 | 40 |
| 2010 | 17     | Küllike Ustav  | 9  | 3  | 6 | 57 | 63 |
| 2011 | 16     | Kristiine Lill | 10 | 5  | 5 | 67 | 72 |
| 2012 | 14     | Maile Mölder   | 12 | 7  | 5 | 77 | 69 |
| 2013 | 12     | Maile Mölder   | 12 | 8  | 4 | 91 | 64 |
| 2014 | 8      | Maile Mölder   | 12 | 4  | 8 | 73 | 84 |
| 2015 | 9      | Maile Mölder   | 9  | 1  | 8 | 42 | 76 |
| 2016 | 13     | Maile Mölder   | 11 | 8  | 3 | 76 | 70 |
| 2017 | 13     | Marie Turmann  | 11 | 8  | 3 | 76 | 62 |
| 2018 | 12     | Marie Turmann  | 11 | 7  | 4 | 62 | 56 |
| 2019 | 8      | Marie Turmann  | 9  | 2  | 7 | 52 | 65 |
| 2021 | 10     | Liisa Turmann  | 9  | 0  | 9 | 37 | 83 |
| 2022 | 11     | Marie Kaldvee  | 11 | 10 | 1 | 98 | 51 |
| 2023 | 6      | Marie Kaldvee  | 9  | 3  | 6 | 57 | 66 |
| 2024 | 9      | Liisa Turmann  | 9  | 1  | 8 | 41 | 74 |

Andorra · Australië · België · Brazilië · Bulgarije · Canada · China · Chinees Taipei · Denemarken · Duitsland · Engeland · Estland · Filipijnen · Finland · Frankrijk · Groot-Brittannië · Hongarije · Hongkong · Ierland · Italië · Jamaica · Japan · Kazachstan · Kenia · Kroatië · Letland · Litouwen · Luxemburg · Mexico · Nederland · Nieuw-Zeeland · Nigeria · Noorwegen · Oekraïne · Oostenrijk · Polen · Portugal · Qatar · Roemenië · Rusland · Schotland · Servië · Slovenië · Slowakije · Spanje · Thailand · Tsjechië · Tsjecho-Slowakije · Turkije · Verenigde Staten · Wales · Wit-Rusland · Zuid-Korea · Zweden · Zwitserland